# 237年
| 千纪： | 1千纪                                                                                           |
| 世纪： | 2世纪 \| 3世纪 \| 4世纪                                                                         |
| 年代： | 200年代 \| 210年代 \| 220年代 \| 230年代 \| 240年代 \| 250年代 \| 260年代                       |
| 年份： | 232年 \| 233年 \| 234年 \| 235年 \| 236年 \| 237年 \| 238年 \| 239年 \| 240年 \| 241年 \| 242年 |
| 纪年： | 丁巳年（蛇年）；曹魏青龙五年，景初元年；蜀汉建兴十五年；东吴嘉禾六年；公孙渊绍汉元年            |

## 大事记
- 農曆七月，公孫淵自稱燕王，改元紹漢，叛魏自立。魏派出幽州刺史毌丘儉攻公孫淵，久戰不利回師。
- 吴丹阳太守诸葛恪攻抚兼用，平定山越，得甲士四万余。
- 鄱阳吴遽聚众起事，杀中郎将周衹，占郡县，后被吴军镇压。

## 各国领袖

### 亞洲
- 中國（三国）
  - 蜀漢皇帝：后主刘禅（223年－263年）
  - 曹魏皇帝：魏明帝曹叡（226年－239年）
  - 孙吴皇帝：吴大帝孙权（222年－252年）
- 拓跋部 - 拓跋力微，鲜卑大人（219年－277年）
- 日本- 神功皇后（攝政，200年－270年）
- 泰米尔哲罗王朝 - Yanaikat-sey Mantaran Cheral（201年－241年）
- 亚美尼亚- 梯里达底二世（英语：Tiridates II of Armenia），亚美尼亚王（217年－252年）
- 朝鲜半岛 (朝鲜三国)
  - 百济 - 古尔王，百济王 （234年－286年）
  - 伽耶 - 居登王，伽耶君主（199年－259年）
  - 高句丽 - 东川王，高句丽王（227年－248年）
  - 新罗 - 助賁尼師今，新罗王（230年－247年）
- 伊比利亚 - 巴库一世，伊比利亚国王（234年－249年）
- 贵霜帝国 - 迦腻色迦二世，贵霜君主（226年－240年）
- 波斯萨珊王朝 - 阿尔达希尔一世，波斯国王（224年－242年）

### 欧洲
- 罗马帝国 - 馬克西米努斯·色雷克斯（235年－238年）

### 非洲
- 库施王朝 - 不知名国王，（225年－246年）

## 逝世
- 高堂隆，西漢經學家高堂生之後，魏明帝曹叡之師。
- 陳矯，曹魏大臣。
- 陳群，曹魏大臣，提出九品中正制。
- 敬哀皇后張氏，蜀漢皇后，張飛之女。
- 吳懿，蜀漢重要將領。
- 明悼皇后毛氏，魏明帝曹睿皇后。